# 石盘镇 (武胜县)
石盘镇，原为石盘乡，是中国四川省武胜县下辖的镇，位于武胜县西北部，与本县龙女、沿口、鼓匠，岳池县的排楼、保华等乡镇交界。面积30.7平方公里，人口24688人(2000年)。乡人民政府驻石盘沱，距县城9公里。

## 历史沿革
清属升平里石盘沱，民国废场设乡，因乡治所滨嘉陵江，左岸有一巨大石盘，江北经此形成沱湾，遂得名石盘。
清嘉靖五年(1800)，川楚白莲教起义军在此抢渡嘉陵江。
2019年12月，撤乡设镇。

## 行政区划
石盘镇下辖以下地区：
石鼓路社区、石堡村、钱树村、双桷村、大龙山村、石盘村、边岩村、高石寨村、五块碑村、海鱼村、凉亭村、河嘴村、青松村、文昌村、天游村、保堂村和龙宝村。

## 教育
石盘初中、石盘小学和村小10所。